# 민치록
민치록(閔致祿, 1800년 01월 17일 ~ 1858년 10월 23일) 조선 시대의 문신이자 척신으로 자는 원덕, 호는 서하이다. 인현왕후의 오빠이자, 여양부원군 민유중의 아들인 민진후의 현손이다. 명성황후의 부친으로 고종의 장인이자 순종의 외할아버지이다. 음서로 벼슬에 올라 장악원과 사도시의 첨정을 지냈으며, 딸이 왕비로 간택되면서 영의정에 추증되고 여성부원군(驪城府院君)에 추봉되었다. 본관은 여흥, 시호는 효정공(孝貞公), 순간공(純簡公)이다.

## 생애
여양부원군 민유중의 4대 장손(長孫)인 이조판서 민기현의 외아들로 태어났다. 어린 시절에 학자인 노주(老州) 오희상(吳熙常)에게서 수학하였으며, 그의 딸 오씨와 결혼하였다. 그러나 오씨는 후사를 남기지 않고 1833년 36세로 요절하였다. 오씨 부인의 3년상을 마친 뒤에 좌찬성 이규년의 딸 한산 이씨와 재혼하여 1남 3녀를 두었으나, 명성황후를 제외한 다른 자식들은 일찍 죽었다.
민유중의 5대 장손(長孫)으로서 음안으로 여양부원군사손의입승전(驪陽府院君祀孫擬入承傳)이 되어 묘소를 지키는 일을 하다가 1826년 문음으로 장릉 참봉이 되고, 그 후 여러 벼슬을 거쳐 제용감(濟用監) 주부(主簿), 의금부 도사(都事), 사복시 주부, 충훈부 도사 등을 지내다가 과천현감·임피현령 등 지방 수령으로 활약했다. 그 뒤 내직에 임명, 다시 상경하여 조지서(造紙署) 별감, 사옹원 주부 등을 지내고 다시 외직인 덕천군수로 나갔으며 장악원(掌樂院) 첨정(僉正)이 되었다. 1855년 선혜청 낭청(郎廳), 1857년 영주 군수를 맡았다. 그 뒤 사도시 첨정을 지내던 중 1858년에 병으로 갑자기 사망했다.

## 사후
미리 후사를 정해두지 않은 탓에 그의 사후에 딸 민자영이 이씨와 함께 3년간 시묘살이를 하였다. 철종 12년(1861년)에 민치록의 11촌 조카 뻘인 민승호가 양자로 입적되어 역시 음안으로 여양부원군사손의입승전(驪陽府院君祀孫擬入承傳)이 되었다. 1863년, 양자 민승호의 친조카인 고종이 철종의 뒤를 이어 왕으로 등극하여 민승호의 지위가 정3품 당상으로 급속 진급했으며, 고종 3년(1866년) 딸 민자영이 왕비로 책봉되어 대광보국숭록대부 의정부 영의정에 증직되고 여성부원군(驪城府院君)으로 추서되었고 효정공의 시호가 내려졌다가 다시 순간공이라 시호가 내려졌다. 비석은 김병학이 글을 짓고 민영목이 글씨를 썼다.

## 가족 관계
- 고조부 : 민진후(閔鎭厚)
  - 증조부 : 민익수(閔翼洙)
    - 할아버지 : 민백분(閔百奮)
      - 아버지 : 민기현(閔耆顯)
        - 첫째 아내 : 해령부부인 오씨(海寧府夫人, 해주 오씨, 오희상(吳熙常)의 딸, 1798년 ~ 1833년 03월 15일)
        - 둘째 아내 : 한창부부인 이씨(韓昌府夫人, 한산 이씨, 이규년(李奎年)의 딸, 1818년 ~ 1874년 11월 30일)
          - 장남 : 요절
          - 장녀 : 요절
          - 차녀 : 요절
          - 양자 : 민승호(閔升鎬, 1830년 ~ 1874년, 민치구(閔致久)의 친자)
            - 양손자 : 민영익(閔泳翊, 1860년 ~ 1914년, 민태호(閔台鎬)의 친자)

          - 삼녀 : 명성황후(明成皇后, 1851년 11월 17일 ~ 1895년 10월 8일)
          - 사위 : 조선 고종(朝鮮 高宗, 1852년 ~ 1919년)
            - 외손자 : 순종(純宗, 1874년 ~ 1926년)

## 민치록을 연기한 배우
- 이도련 - 2001년 KBS 드라마 《명성황후》

## 같이 보기
- 민치구
- 민기현
- 민치상
- 명성황후
- 민승호